# Simeon I. Bolgarski
Simeon I. Bolgarski ali Simeon I. Veliki (bolgarsko Симеон I Велики, Simeon I Veliki) je bil knez in zatem car Prvega bolgarskega cesarstva, ki je vladal od leta 893 do 927,  * 864/865,  † 27. maj 927, Veliki Preslav, Bolgarija.
Uspešno se je vojskoval proti Bizantincem, Ogrom in Srbom in razširil cesarstvo do največjih zgodovinskih meja. Med njegovo vladavino je bilo Bolgarsko cesarstvo najmočnejša država v takratni vzhodni Evropi. Njegova vladavina je bila tudi obdobje izjemnega kulturnega razcveta in razsvetljenstva, ki so ga kasneje poimenovali »zlata doba bolgarske kulture«.
Bolgarsko cesarstvo se je med njegovo vladavino raztezalo od Egejskega in Jadranskega do Črnega morja. Za njegovo prestolnico Preslav so trdili, da se lahko primerja s Konstantinoplom. Novoustanovljena Bolgarska pravoslavna cerkev je postala prvi novi patriarhat (za Rimom, Konstantinoplom, Aleksandrijo,  Antiohijo in Jeruzalemom). Bolgarski glagolski prevodi krščanskih besedil so se takrat začeli iz Bolgarije širiti po vsem slovanskem svetu. Do približno polovice vladavine se je naslavljal s  knezom, potem pa se je domnevno začel naslavljati s carjem.